# Léon Ibombo
Léon Juste Ibombo (ur. 30 listopada 1968 w Brazzaville) – kongijski polityk, od 2016 roku jest ministrem poczt, telekomunikacji i e-gospodarki.

## Życiorys
Léon Ibombo urodził się 30 listopada 1968 roku w Brazzaville. Ukończył politologię na École des hautes études en sciences sociales w Paryżu. Karierę zawodową rozpoczął w 1997 we Francji, pracował w zakresie walki z korupcją oraz różnych metod śledczych.
Jest prezesem think thanku Cercle des Espérants.

### Kariera polityczna
W Kongu pracował w Krajowej Komisji ds. Zwalczania Korupcji, Defraudacji i Oszustw (fr. Commission nationale de lutte contre la corruption, la concussion et la fraude) przy Biurze Prezydenta Republiki Konga. 6 czerwca 2015 roku współtworzył Mouvement National pour la Nouvelle République, stowarzyszenie które popierało projekt zmiany konstytucji poprzez referendum w 2015 roku. W stowarzyszeniu odpowiedzialny jest za komunikację.
30 kwietnia 2016 roku prezydent Denis Sassou-Nguesso powołał Ibombo w skład rządu na stanowisko ministra poczt, telekomunikacji. W wyborach w 2017 roku zapowiedział swój start z okręgu Abala w departamencie Plateaux, jednak przed samym startem wycofał się na korzyść kandydata Kongijskiej Partii Pracy – Josepha Mbossy.
22 sierpnia 2017 poszerzono jego resort o sprawy związane z e-gospodarką. Po utworzeniu nowego rządu, przez premiera Anatole Collinet Makosso, 15 maja 2021 roku został ponownie powołany na stanowisko ministra poczt, telekomunikacji i e-gospodarki.

## Wyróżnienia i odznaczenia
- Order Kongijski Zasługi (fr. Ordre du Mérite congolais) II klasy – Officier[9]

## Życie prywatne
Jest żonaty, ma trójkę dzieci.